# Olu Ashaolu
Olu Ashaolu, né le 18 avril 1988 à Lagos au Nigéria, est un joueur canado-nigérian de basket-ball. Il évolue aux postes d'ailier fort et pivot.

## Biographie
Olu (de son vrai nom Oluseyi) Ashaolu est né au Nigéria mais a passé son enfance à Toronto au Canada. Il effectue l'ensemble de son cursus scolaire aux États-Unis, d'abord en high school au Christian Life Center Academy au Texas puis en universités américaines, à l'université de Louisiana Tech puis à l'université d'Oregon . Il participe au championnat des Amériques U18 avec le Canada en 2006. La sélection des jeunes canadiens obtient alors la quatrième place.

## Parcours universitaire
- 2008 - 2011 :  Bulldogs de Louisiana Tech (NCAA I)
- 2011 - 2012 :  Ducks de l'Oregon (NCAA I)

## Clubs successifs
- 2012-2013 :  Cáceres Club Baloncesto (LEB Oro)
- 2013-2014 :  ALM Évreux Basket (Pro B)
- 2014-2015 :  Hamamatsu Higashimikawa Phoenix (Bj League)
- 2015-2016 :  Osaka Evessa (Bj League)
- 2016-2017 :  Sanen Neophoenix (B.League)
- 2017-2018 :  Sendai 89ers (B.League D2)
- 2018 :  NLEX Road Warriors (PBA) 4 matchs
- 2019 :  Edge de Saint-Jean (LNB)
- 2019 :  NLEX Road Warriors (PBA) 8 matchs
- 2019 :  Goyang Orions (KBL)
- 2020 :  Edge de Saint-Jean (LNB)
- 2020 :  Bandits de la Vallée du Fraser (LECB)
- 2021 :  River Lions de Niagara (LECB)
- 2021-2022 :  Alaska Aces (PBA)
- 2022 :  River Lions de Niagara puis Nighthawks de Guelph (LECB)

## Palmarès
- Finaliste des playoffs LECB : 2020, 2021
- Finaliste des playoffs LNB : 2019